# Imre Lakatos
Imre Lakatos (født 9. november 1922 i Debrecen, død 2. februar 1974 i London) var en jødisk-ungarsk videnskabsteoretiker og matematiker, uddannet i filosofi og matematik i Ungarn. Hans indflydelse indenfor videnskabsteorien anses for at være overordentlig stor.

## Levnedsløb
Lakatos blev født som Imre Lipschitz i den ungarske by Debrecen i 1922. Han begyndte at studere ved universitetet i samme by i 1940 og tog eksamen derfra i 1944. Samme år invaderede tyskerne Ungarn, og Imre måtte flygte og leve under falsk og mere ungarskkligende navn, Molnar, for at undgå tilfangetagelse. Hans mor og mormor, som han var vokset op hos, blev arresteret af tyskerne og mistede livet i Auschwitz. Efter tyskernes fordrivelse tog Imre det proletariske ungarske efternavn Lakatos, der betyder "låsesmed".
Lakatos var marxist og arbejdede i de første efterkrigsår for det ungarske kommunistparti, men faldt i unåde og blev fængslet i perioden 1950-1953. Efter nedkæmpelsen af opstanden i Ungarn i 1956 flygtede han fra landet og endte i England. I 1960 blev han ansat på London School of Economics. Her mødte han bl.a. Karl Popper og knyttede også et meget nært venskab med Paul Feyerabend. Selvom hans arbejde efterhånden blev berømt, og han selv blev professor på LSE, opnåede han aldrig britisk statsborgerskab på trods af flere ansøgninger, men døde som statsløs.
I 1974 døde han pludseligt af en blodprop.

## Betydning
Lakatos udarbejdede en videnskabsteori, der kan betegnes som et kompromis mellem Karl Poppers falsifikationisme og Thomas Kuhns paradigmeskift.  